# Мишко Денис Олександрович
Денис Олександрович Мишко (нар. 12 липня 1977) — український футболіст, захисник.

## Життєпис
У чемпіонаті України виступав у складі «Миколаєва», де провів 3 поєдинки у вищій лізі. Дебютний матч: 7 марта 1999 року СК «Миколаїв» - «Металіст» (Харків), 0:2. Продовжив кар'єру в клубах другої ліги «Олімпія ФК АЕС», «Олком», «Портовик», «Херсон».
Більшу частину кар'єри грав в аматорських колективах Миколаївської області, таких як «Миколаїв-2», «Первомайськ» та «Колос» (Степове), де виступав до 2008 року. З 2011 по 2012 рік грав за «Христинівку» та «Степове».